# Javier Piqué
Javier Román Piqué del Pozo (Lima, 6 de octubre de 1945) es un ingeniero civil peruano, docente de la Universidad Ricardo Palma ( URP) . Fue el primer Ministro de Vivienda, Construcción y Saneamiento del Perú del gobierno de Martín Vizcarra.

## Biografía
Es un ingeniero civil por la Universidad Nacional de Ingeniería (UNI), máster of  Science in Civil Engineering en 1974, máster of Science in Naval Architecture and Marine Engineering y Doctor of Philosophy in Structural Engineering en 1976 por el Instituto Tecnológico de Massachusetts (MIT). Ha sido director e investigador del Centro Peruano Japonés de Investigaciones Sísmicas y Mitigación de Desastres, CISMID de la UNI (1995-1999) y funcionario internacional del Acuerdo de Cartagena (1978-1988). Entre sus publicaciones se encuentran temas relacionados al diseño en madera y de estructuras sismoresistentes, además es presidente del Comité Permanente de la Norma Peruana de Diseño Sismoresistente.